# Zangian
Zangian (زنگيان en persan), également romanisé en Zangīān, Zangeyān et Zangiyan, est un village dans le district rural de Khatunabad (en) dans le district Central (en) de la préfecture de Jiroft dans la province de Kerman en Iran. Lors du recensement de 2006, il avait une population de 627 habitants répartis en 134 familles.